# Хуан Гомес Вольїно
Хуан Гомес Вольїно (ісп. Juan Gómez Voglino, нар. 26 липня 1947, Флорида) — аргентинський футболіст, що грав на позиції нападника, зокрема за «Атланту», «Ельче» та «Мільйонаріос».

## Ігрова кар'єра
У дорослому футболі дебютував 1967 року виступами за команду «Колехіалес», в якій провів один сезон. 1969 року грав за «Чакаріта Хуніорс», після чого перейшов до «Атланти». Граючи за цю команду у розіграші чемпіонату Арегентини 1973 року (Насьйональ) з 18 забитими голами став найкращим бомбардиром змагання.
1974 року результативного форварда запросив до своїх лав іспанський «Ельче», кольори якого аргентинець захищав протягом п'яти сезонів.
1979 року повернувся до Південної Америки, де уклав контракт з колумбійським «Мільйонаріос», а завершував ігрову кар'єру у венесуельському «Універсидад де Лос Андес» 1983 року.

## Титули і досягнення

### Особисті
- Найкращий бомбардир чемпіонату Аргентини (1):

Насьйональ 1973 (18 голів)